# Symplocos gigantifolia
Symplocos gigantifolia är en tvåhjärtbladig växtart som beskrevs av Nooteboom. Symplocos gigantifolia ingår i släktet Symplocos och familjen Symplocaceae. Inga underarter finns listade i Catalogue of Life.